# Frédéric Druot
Frédéric Druot (* 31. Januar 1958 in Bordeaux) ist ein französischer Architekt.

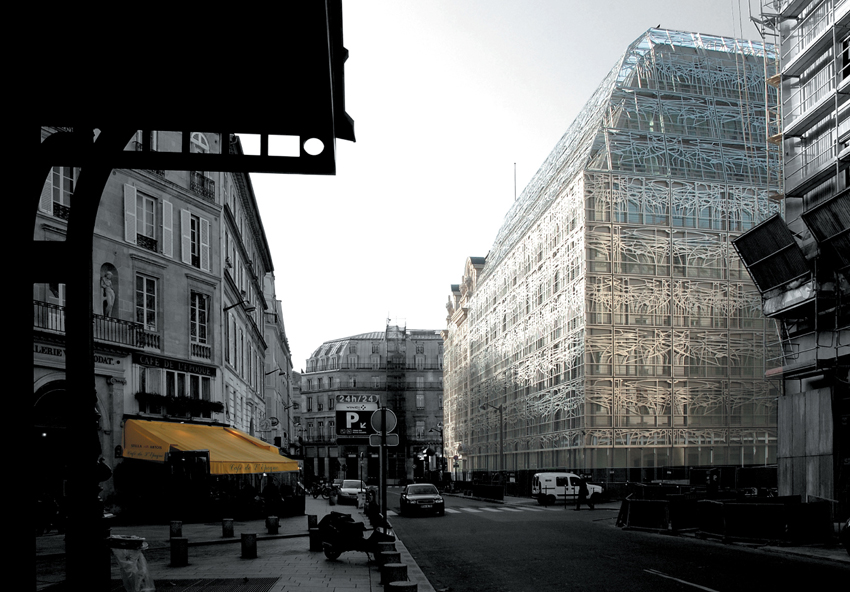
Kulturministerium, Paris

## Werdegang
Frédéric Druot studierte bis 1984 Architektur an der École nationale supérieure d’architecture et de paysage de Bordeaux und gründete 1987 mit befreundeten Architekten (Jean-Luc Goulesque, Patrick Jean, Luis Filipe Pais de Figueiredo, Jacques Robert, Jean-Charles Zébo) das Atelier Épinard Bleu und 1991 ein eigenes Architekturbüro in Paris. Druot lehrte als Internationaler Gastprofessor an der Peter Behrens School of Arts (2012–2013).
Ein Teil seiner Arbeiten befindet sich im Archiv des MoMa in New York.

## Bauwerke
- 1987: Haus Navarro, Cap Ferret mit Jean Charles Zébo
- 2000–2005: Kultusministerium Bons-Enfants, Paris mit Francis Soler
- 2007–2011: Transformation Tour Bois-le-Prêtre, Paris mit Lacaton & Vassal (von Raymond Lopez)[2][3][4]
- 2016: Sozialer Wohnungsbau, Saint-Nazaire mit Lacaton & Vassal[5]
- 2017: Transformation Grand Parc GHI, Bordeaux mit Lacaton & Vassal und Christophe Hutin[6][7]

## Auszeichnungen und Preise
- 1990: Albums des jeunes architectes
- 2002: Ritter des Ordens der Künste und Literatur
- 2005: Shorlist – EUMiesAward für Kultusministerium Bons-Enfants, Paris[8]
- 2011: Prix de l’Esquerre d’argent für Transformation Tour Bois-le-Prêtre, Paris
- 2013: Shorlist – EUMiesAward für Transformation Tour Bois-le-Prêtre, Paris[9]
- 2013: Design of the Year Award, Architektur für Transformation Tour Bois-le-Prêtre, Paris
- 2016: Simon Architecture Prize – The Living Places für Transformation Grand Parc GHI, Bordeaux[10]
- 2018: Global Award for Sustainable Architecture
- 2019: EUMiesAward für Transformation Grand Parc GHI, Bordeaux[11][12]

## Bücher
- mit Anne Lacaton und Jean Philippe Vassal (Hg.): PLUS - Large scale housing development - An exceptional case. Editorial GG, Barcelona 2007[13]

## Ausstellungen
- 2015: Chicago Architecture Biennial